# Hebdów
Hebdów – wieś w Polsce położona w województwie małopolskim, w powiecie proszowickim, w gminie Nowe Brzesko, przy drodze krajowej nr 79.
W latach 1975–1998 miejscowość leżała w województwie krakowskim.
Wieś Chebdów, była własnością opactwa norbertanów w Hebdowie. W drugiej połowie XVI wieku położona była w powiecie proszowskim województwa krakowskiego.

## Historia
Klasztor powstał prawdopodobnie w pierwszej połowie XII wieku. Jeden z kościelnych dzwonów nosił datę 1108 r. Według publikacji Antoniego Kraszowskiego z 1752 roku, do połowy XVIII wieku kroniki klasztorne liczyły 38 opatów. Pośród nich byli: Melchior Olszewski, sekretarz króla Zygmunta Augusta; Jordan z Zakliczyna; Gotard Tyzenhauzen, późniejszy biskup smoleński; Ludwik Stępkowski; Erazm Kretkowski; Aleksander Trzebiński; Tomasz Leżeński oraz Michał Wilkowski.
Mocą zawartego ze Stolicą Apostolską konkordatu wschowskiego w 1737 roku królowie Polski mieli prawo mianować tutaj opatów komendatoryjnych.
Opatem klasztoru był także Józef Andrzej Załuski, założyciel biblioteki Załuskich w Warszawie. Od 1748 roku opatem był Józef Łaszcz, a zaraz po nim Franciszek Zborowski. W latach 1753–1760 Krzysztof Dobiński, sufragan łowicki. Po nim od 1771 roku opatem był kanclerz Andrzej Młodziejowski. W latach 1780–1791 ostatnim komendatoryjnym opatem był eksjezuita Karol Wyrwicz. Po nim byli jeszcze mianowani: Ignacy Pokubiato, Grzegorz Zacharjaszewicz i ksiądz Bystrznowski.

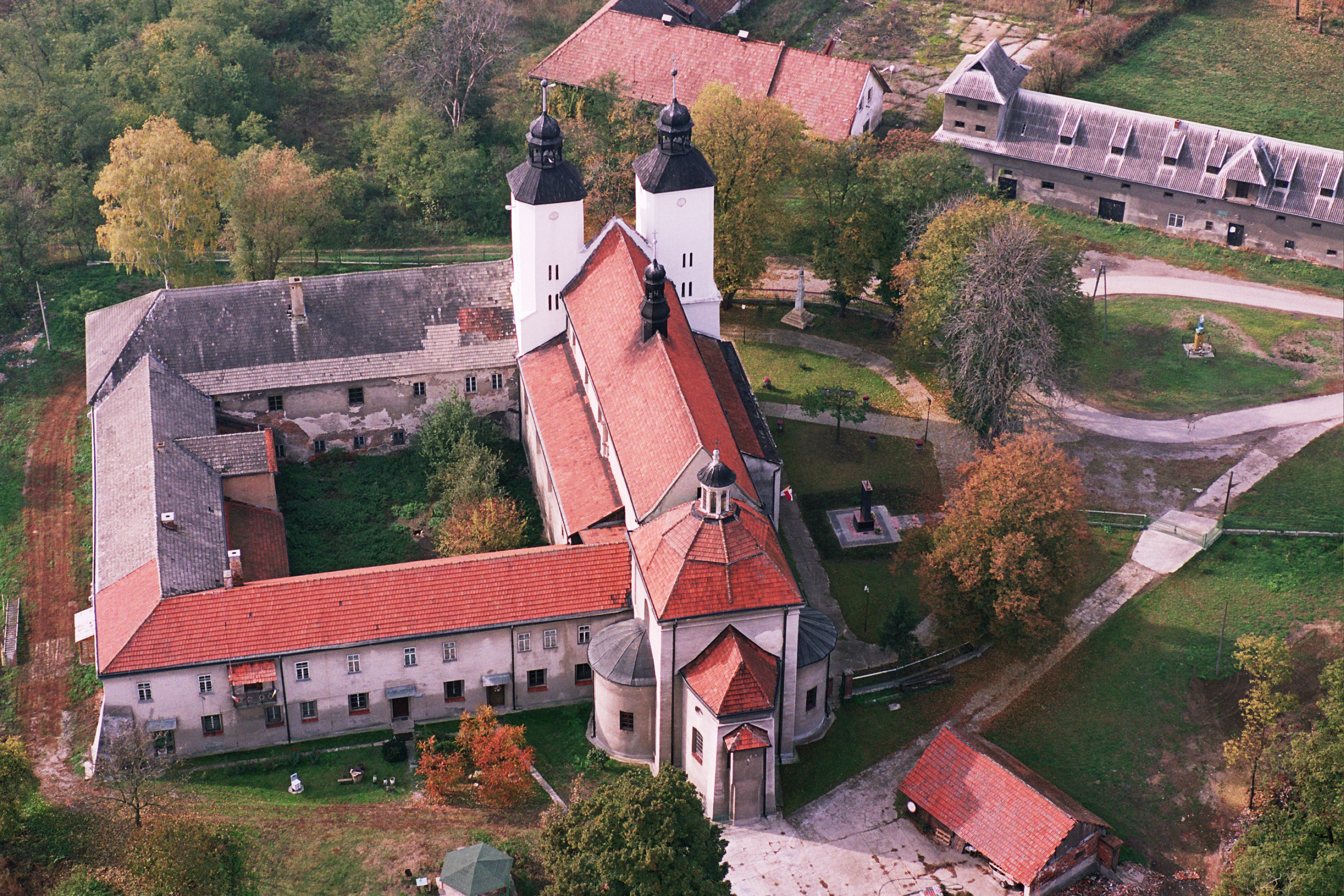
Klasztor w Hebdowie z lotu ptaka

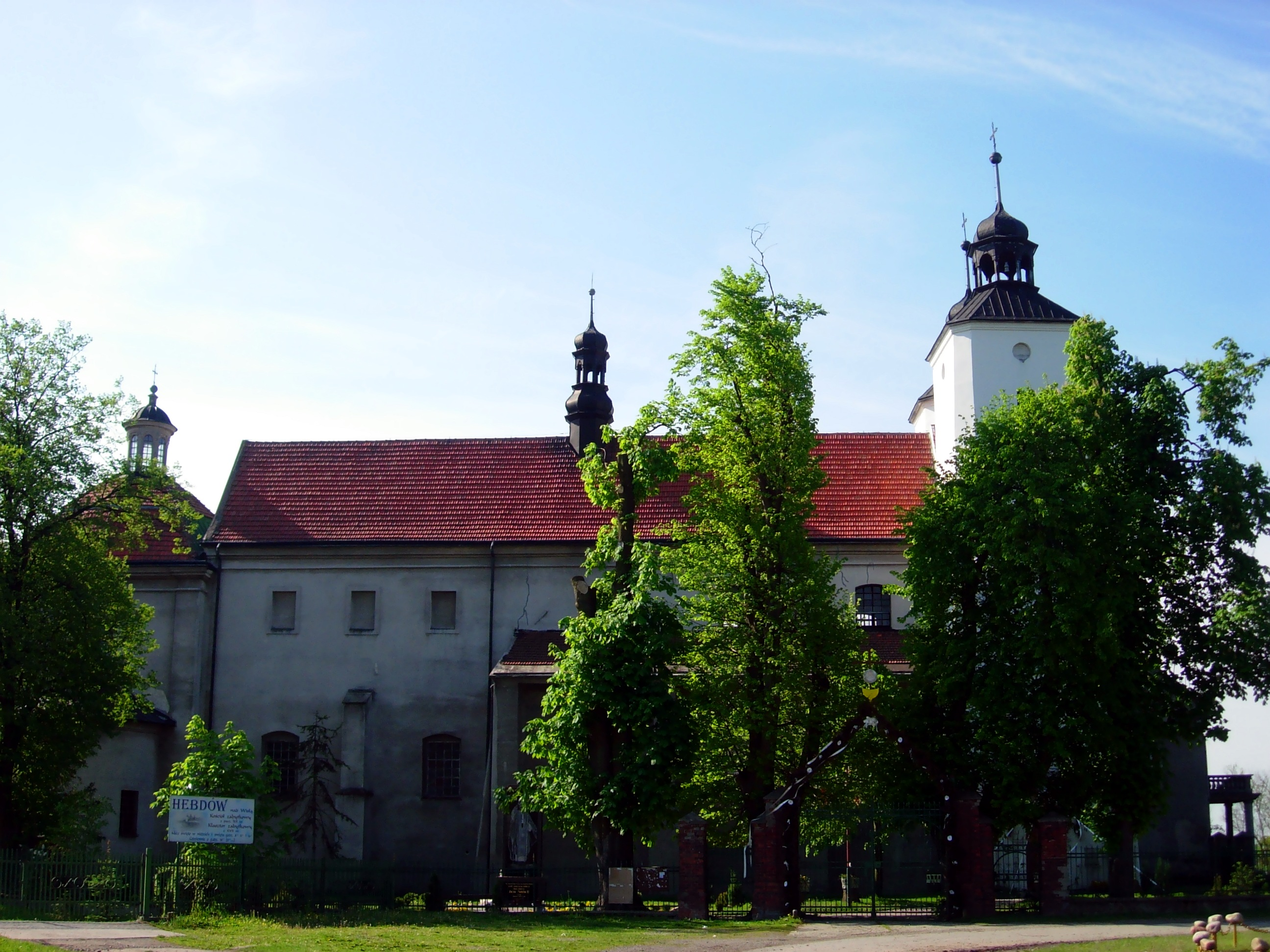
Kościół klasztorny w Hebdowie

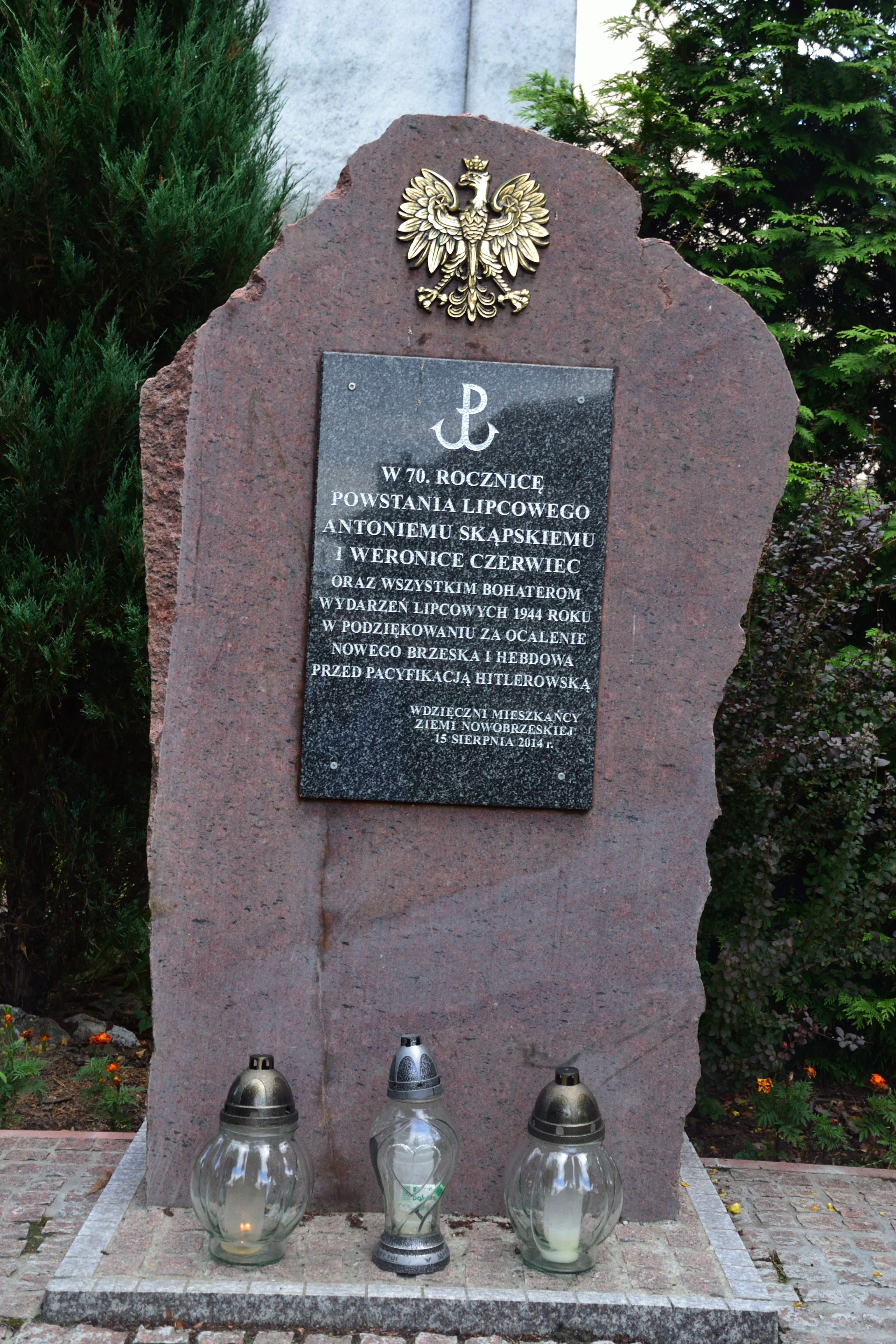
Hebdów - tablica pamięci powstania lipcowego 1944 r

W hebdowskim klasztorze znajdowała się niegdyś jedna z najbogatszych bibliotek zakonnych w Polsce. W 1819 roku opactwo zostało skasowane przez zaborców rosyjskich. W 1859 roku miał miejsce pożar kościoła, po którym na pewien czas nabożeństwa zostały przeniesione do Nowego Brzeska. Po odbudowaniu kościół stał się na powrót siedzibą parafii.
Spis z 1827 roku wykazał 38 domów i 295 mieszkańców. Według kolejnego z 1838 roku wieś należała do dóbr rządowych. W ich skład wchodziły folwarki Hebdów i Nękanowice, miasto Brzesko Nowe oraz wsie Bugaj, Nękanowice, Gruszów i Wilków. Według Słownika Geograficznego Królestwa Polskiego w latach 80. XIX wieku Hebdów znajdował się w gminie Gruszów w powiecie miechowskim. Wieś miała 569 mieszkańców (w tym 291 mężczyzn i 278 kobiet). W Hebdowie znajdował się klasztor i folwark, a także jeden dom murowany i 67 drewnianych. Funkcjonowała szkoła elementarna. Przed I wojną światową Aniela Zdanowska założyła we wsi koło gospodyń wiejskich.

## Zabytki
Zespół klasztorny pijarów (dawniej norbertanów), ufundowany przed 1149 rokiem przez rycerzy Strzeżysława i Wrocisława dla premonstratensów sprowadzonych z czeskiego Starachowa. W 1819 roku opactwo zostało skasowane przez zaborców rosyjskich. Od 1949 roku rezydują w nim pijarzy. W skład zespołu wchodzą:
- Kościół pw. Wniebowzięcia NMP wzniesiony w XIII wieku. Pierwotnie w stylu wczesnogotyckim, został gruntownie przebudowany na przełomie XVII i XVIII wieku. Przed 1664 rokiem wzniesiono wieże, które nadbudowano w 1859 roku do wysokości 45 metrów[7]. Ze świątyni gotyckiej zachowało się prezbiterium. W latach 1692–1727 dobudowano do niego barokową kaplicę. Na ołtarzu głównym świątyni znajduje się gotycka figurka Matki Boskiej z Dzieciątkiem zwanej Hebdowską. Pozostałe wyposażenie barokowe i klasycystyczne.
- Klasztor, wzniesiony w połowie XVII wieku. Trzy skrzydła klasztoru otaczające prostokątny wirydarz zostały dobudowane do kościoła od strony południowej. Być może powstały na miejscu starszych budowli.
- Ogród
- Spichlerz klasztorny

Cały zespół został wpisany do rejestru zabytków nieruchomych.